# Villamanta
Villamanta è un comune spagnolo di 1 846 abitanti situato nella comunità autonoma di Madrid.